# Basil Emmott
Pour les articles homonymes, voir Emmott.
Basil (William George) Emmott est un directeur de la photographie anglais, né le 5 juillet 1894 à Londres (quartier de Kennington), mort le 23 janvier 1976 à Eastbourne (Sussex de l'Est).

## Biographie
Comme chef opérateur, Basil Emmott contribue à près de deux-cents films britanniques, sortis entre 1920 et 1965, dont Meurtres de Maurice Elvey (1932, avec Ivor Novello et Elizabeth Allan), Some Day de Michael Powell (1935, avec Esmond Knight et Margaret Lockwood), Le Premier Ministre de Thorold Dickinson (1941, avec John Gielgud et Diana Wynyard), La Bataille des V1 de Vernon Sewell (1958, avec Michael Rennie et Patricia Medina) et La Malédiction de la mouche de Don Sharp (1965, avec Brian Donlevy et George Baker).
Signalons également le film français Le Mystère de la villa rose de Louis Mercanton et René Hervil (1930, avec Simone Vaudry et Héléna Manson), ainsi que le film américain The Enemy General de George Sherman (1960, avec Van Johnson et Jean-Pierre Aumont).

## Filmographie partielle
(films britanniques, sauf mention contraire)
- 1920 : Branded d'E. H. Calvert
- 1922 : Rob Roy de W. P. Kellino
- 1924 : Reveille de George Pearson
- 1927 : Quinneys de Maurice Elvey
- 1928 : Sailors Don't Care de W. P. Kellino
- 1929 : The Feather de Leslie S. Hiscott
- 1930 : Le Mystère de la villa rose de Louis Mercanton et René Hervil (film français)
- 1930 : The Great Game de Jack Raymond
- 1932 : Murder on the Second Floor de William C. McGann
- 1932 : The Missing Rembrandt de Leslie S. Hiscott
- 1932 : Meurtres (The Lodger) de Maurice Elvey
- 1933 : The Bermondsey Kid de Ralph Dawson
- 1933 : I Adore You de George King
- 1934 : Something Always Happens de Michael Powell
- 1934 : The Church Mouse de Monty Banks
- 1934 : The Blue Squadron de George King
- 1934 : Leave It to Blanche d'Harold Young
- 1935 : Some Day de Michael Powell
- 1935 : Murder at Monte Carlo de Ralph Ince
- 1935 : Man of the Moment de Monty Banks
- 1935 : The Girl in the Crowd de Michael Powell
- 1935 : Get Off My Foot de William Beaudine
- 1936 : Crown v. Stevens de Michael Powell
- 1936 : Faithful de Paul L. Stein
- 1936 : Where's Sally? d'Arthur B. Woods
- 1936 : Fair Exchange de Ralph Ince
- 1936 : The Brown Wallet de Michael Powell
- 1937 : Gypsy de Roy William Neill
- 1937 : You Live and Learn d'Arthur B. Woods
- 1938 : Thank Evans de Roy William Neill
- 1938 : They Drive by Night d'Arthur B. Woods
- 1939 : The Nursemaid Who Disappeared d'Arthur B. Woods
- 1940 : The Midas Touch de David MacDonald
- 1940 : The Good Old Days de Roy William Neill
- 1940 : Two for Danger de George King
- 1941 : The Seventh Survivor de Leslie S. Hiscott
- 1941 : Le Premier Ministre (The Prime Minister) de Thorold Dickinson
- 1943 : Miss London Ltd. de Val Guest
- 1944 : It Happened One Sunday de Karel Lamač
- 1945 : The Man from Morocco de Mutz Greenbaum
- 1948 : Brass Monkey de Thornton Freeland
- 1949 : Paper Orchid de Roy Ward Baker
- 1954 : Companions in Crime de John Krish
- 1955 : Where There's a Will (en) de Vernon Sewell
- 1955 : Track the Man Down de R. G. Springsteen
- 1956 : Soho, quartier dangereux (Soho Incident) de Vernon Sewell
- 1956 : Wicked Is They Come de Ken Hughes
- 1957 : Traqué par Scotland Yard (Town on Trial) de John Guillermin
- 1957 : Les Trafiquants de la nuit (The Long Haul) de Ken Hughes
- 1958 : La Bataille des V1 (Battle of the V-1) de Vernon Sewell
- 1958 : Contre-espionnage à Gibraltar (I Was Monty's Double) de John Guillermin
- 1960 : Le Général ennemi (The Enemy General) de George Sherman (film américain)
- 1961 : The Breaking Point de Lance Comfort
- 1961 : The Wind of Change de Vernon Sewell
- 1962 : The Painted Smile de Lance Comfort
- 1963 : Blind Corner de Lance Comfort
- 1965 : La Malédiction de la mouche (Curse of the Fly) de Don Sharp